# Station Lubsko
Station Lubsko is een spoorwegstation in de Poolse plaats Lubsko.